# Бараниківка (Старобільський район)
Бара́никівка — село в Україні, у  Біловодській селищній громаді Старобільського району Луганської області. Колишня назва — хутір Бараників (з 1695 року), слобода Бараниківка (з 1789 року), з 1952 року — село Бараниківка.
Населення становить 1544 осіб.

## Історія
У 1932—1933 роках на Луганщині, як і на інших українських землях сталінський режим запровадив штучно створений голодомор. Від нього постраждала й Бараниківка, повмирало багато людей різного віку: й старих і молодих. Кожен колгосп (а їх у Бараниківці було декілька) виривав свою яму. Тільки в одній з братських могил поховано 350 людей. Це була яма для захоронения колгоспників із колгоспа «Чкалова» — це центр села Бараниківка. Людей укладали ряд, ряд за рядом по 50-60 чоловік.
Також у Бараниківці зафіксовано факти канабалізму. Зі спогадів Ганни Кравченко, 1904 року народження (село Бараниківка Біловодського району Луганської області):

| «Голод — страх Божий... Стали люди людей їсти. От і дали наказ міліції присікати людоїдство. Ті, хто вибирали такий спосіб вижити, варили людське м’ясо вночі. От міліція приїздила в село ввечері, як стемніє, піднімалися на пагорб і дивилися... З якого димаря дим іде, відразу до тієї хати. Від варки людського м’яса вонь страшна, і все ж воно на вулиці було, бо в печах варили і через димар всі пари виходили. Так було і той раз. Приїхали вони в село, що на шляху від Біловодська до Марківки. Дивляться — з димаря крайньої хати дим іде і запах чується. Ото Семена з товаришем і послав головний туди.. Заходять у двір… Двері в хату навстіж відчинені і якийсь дивний голос чується… Переступили поріг… Вонь, кров розбризкана… На долівці три трупи лежать, ще й свічечка горить. А біля них лазить на колінах вся в крові лахмата, з осатанілим поглядом, жінка. Ніж у руках закривавлений… Помітила їх… Повернулася і говорить: «Ой, як добре, що ви зайшли, печіночку мені допоможете вийняти. Не полупається в самої — ніж тупий. Завтра люд на обід зійдеться, а поминати моїх рідненьких нічим. Так хай хоть чим…». Далі вона хотіла ще щось сказати, та не змогла — звалилася в калюжу крові. Запалили велику свічку, підійшли до печі. Піч теж була заляпана кров'ю. Дістали з печі великий чавун, а там ціла дитина і нога й рука дорослого. Семен так відразу і звалився біля печі. Товариш витягнув його в двір. Підійшли ще хлопці… Відлили його водою. Вранці піднялися, на ліжку Семена все його обмундирування лежить, а його немає… Доложили главному, а він і каже: «Страх — велика сила, зломив чоловіка… Ну що ж… на все, хлопці, воля Божа»".[2] |

### Війна на сході України
10 вересня 2014 року п'ятеро українських прикордонників підірвалися на фугасі. Прикордонники, що супроводжували журналістів, підірвалися на фугасі, троє з них загинули, два отримали поранення.

## Населення
За даними перепису 2001 року населення села становило 1544 особи, з них 90,35 % зазначили рідною мову українську, 9,46 % — російську, а 0,19 % — іншу.

## Пам'ятки
Біля Бараниківки зростає популяція астрагала крейдолюбного — рідкісного ендемічного виду Донського водозбірного басейну, занесеного до Червоної книги України.

## Відомі люди
- Лук'янцев Юрій Олександрович — прапорщик, дільничний інспектор відділення дільничних інспекторів відділу прикордонної служби «Біловодськ» Державної прикордонної служби. Підірвався на фугасі.
- Юрченко Петро Аксентійович — радянський військовий льотчик, Герой Радянського Союзу (1943), у роки німецько-радянської війни заступник командира ескадрильї 9-го гвардійського авіаційного полку 7-ї гвардійської авіаційної дивізії 3-го гвардійського авіаційного корпусу Авіації далекої дії (АДД).

## Також
- Перелік населених пунктів, що постраждали від Голодомору 1932-1933, Луганська область